# Армянское общество милосердия
Армянское общество милосердия (арм. Հայ Օգնութեան Միութիւն, Հ.Օ.Մ., Х. О. М.) — независимая неправительственная организация, которая обслуживает социально-образовательные потребности армянской общины и приносит гуманитарную помощь сообществу.

## Период основания
В январе 1910 года интеллектуал Хачатур Малумиан, прибыв в США, призвал армянских женщин играть более активную роль в службе армянского народа. Таким образом, в течение десяти месяцев, Малумиан объединил существующих женских групп как единое общенациональное общество. Количество глав росло медленно, и к моменту его третьей Конвенции, состоявшейся в мае 2015 года было зарегистрировано 31 глав через Соединенные Штаты и Канаду. В настоящее время она имеет филиалов в 7 разных странах.

## Цели и деятельность
- Служить гуманитарных потребностей всех сообществ, которые могут потребовать неотложной помощи и независимо от их этнического происхождения или религиозной принадлежности;
- Сохранение культурной самобытности армянского народа по всему миру;
- Содействие образовательной, социальной, здравоохранения и благосостояния населения;
- Для повышения уровня образования членов общества и поощрять их участие в государственной службе;
- Чтобы поощрить участие в работе местных организаций, занимающихся общественной деятельности и социальных сервисов, совместимых с принципами общества;
- Действовать в качестве Координационного центра на информационном уровне;
- Сотрудничать с организациями с аналогичными целями.